# 利尼亚里什 (卡拉泽达-迪安西昂伊什)
利尼亚里什是葡萄牙布拉干萨区的一个堂区。总面积27.39平方公里，总人口574人，人口密度21人/平方公里。